# Gudrun Roos
Gudrun Roos (* 27. Februar 1945 in Stedten, Kreis Eisleben) ist eine deutsche Politikerin (SPD) und ehemalige Abgeordnete des Deutschen Bundestages.

## Leben
Roos besuchte von 1951 bis 1955 die Grundschule und schließend das Gymnasium. Ab 1960 ging sie auf die Staatliche Handelsschule, welche sie 1962 abschloss. Anschließend arbeitete sie die nächsten drei Jahre als Fremdsprachensekretärin. Von 1965 bis 1969 arbeitete sie wegen ihrer Familie nicht mehr und stieg anschließend als Teilzeitkraft in diversen Unternehmen und Sachgebieten wieder ein. 

## Politik
Roos war Mitglied verschiedener Organisationen, wie der IG Metall und dem BUND. Sie war Gründungsmitglied des Fördervereins Frauenhaus, engagierte sich in der AWO, dem Hospizverein und dem DRK. Bis 1991 war sie Mitglied des Stadtverbandsvorstandes der SPD und der Arbeitsgemeinschaft Sozialdemokratischer Frauen (ASF). Sie trat am 29. März 1999 für den zurückgetretenen Abgeordneten Oskar Lafontaine in den deutschen Bundestag ein. Bei der nächsten Bundestagswahl 2002 wurde sie von den Delegierten der SPD nicht wieder aufgestellt.